# Горнет (Бузау)
Горнет (рум. Gornet) насеље је у Румунији у округу Бузау у општини Патарлађеле. Oпштина се налази на надморској висини од 501 m.

## Становништво
Према подацима из 2002. године у насељу је живело 24 становника, од којих су сви румунске националности.